# 美江寺站
美江寺站（日语：／ Mieji eki */?）是位於岐阜縣瑞穗市美江寺，樽見鐵道的樽見線車站。車站編號為「TR05」。

## 歷史
- 1956年（昭和31年）3月20日 - 國鐵樽見線 大垣站至谷汲口站之間開通，此站啟用[2]。
- 1984年（昭和59年）10月6日 - 樽見線轉讓至樽見鐵道，成為樽見鐵道車站。

## 車站構造
車站是一座地面車站，設有1面1線的單式月台。在國鐵時代，此站設有1面2線的島式月台。現時車站西邊比較空曠。曾經車站北邊設有停泊保線車輛的留置線。在路軌與市道成為立體交差化後撤走。此站是無人車站。

## 車站周邊
- 瑞穗市立中小學
- 中山道美江寺宿（日语：美江寺宿）蹟
- 仙人掌村（日语：サボテン村）

## 巴士路線
- 瑞穗巴士（日语：みずほバス）本田七崎線
  - AEON Town本巢（日语：イオンタウン本巣）、荒川、本田團地、本田社區中心方向 前往穗積站

## 利用狀況
在2019年度的1日平均上下車人次為104人。以下為近年1日平均上下車人次列表：
| 年度   | 1日平均 上下車人次 | 參考資料 |
| ------ | ------------------ | -------- |
| 2003年 | 88                 | [ 3 ]    |
| 2004年 | 90                 | [ 3 ]    |
| 2005年 | 98                 | [ 3 ]    |
| 2006年 |                    |          |
| 2007年 | 50                 | [ 4 ]    |
| 2008年 | 58                 | [ 4 ]    |
| 2009年 | 72                 | [ 4 ]    |
| 2010年 | 72                 | [ 4 ]    |
| 2011年 | 72                 | [ 5 ]    |
| 2012年 | 72                 | [ 5 ]    |
| 2013年 | 76                 | [ 5 ]    |
| 2014年 | 86                 | [ 5 ]    |
| 2015年 | 94                 | [ 5 ]    |
| 2016年 | 88                 | [ 6 ]    |
| 2017年 | 90                 | [ 6 ]    |
| 2018年 | 90                 | [ 7 ]    |
| 2019年 | 104                | [ 1 ]    |

## 相鄰車站
樽見鐵道
樽見線
十九條（TR04）－美江寺（TR05）－北方真桑（TR06）

## 註腳
1. 1 2 3   (PDF). 瑞穗市.   [2021-07-08]. （原始内容存档 (PDF)于2021-06-29） （日语）.
2. ↑  曾根悟（監修）. 朝日新聞出版分冊百科編集部（編集） , 编. . 週刊朝日百科. 26号 長良川鉄道・明知鉄道・樽見鉄道・三岐鉄道・伊勢鉄道. 朝日新聞出版. 2011-09-18 （日语）.
3. 1 2 3   (PDF). 瑞穗市.   [2020-09-15]. （原始内容存档 (PDF)于2021-06-30） （日语）.
4. 1 2 3 4   (PDF). 瑞穗市.   [2019-03-15]. （原始内容存档 (PDF)于2021-06-29） （日语）.
5. 1 2 3 4 5   (PDF). 瑞穗市.   [2019-03-15]. （原始内容存档 (PDF)于2018-04-29） （日语）.
6. 1 2   (PDF). 瑞穗市.   [2019-03-15]. （原始内容存档 (PDF)于2021-06-30） （日语）.
7. ↑   (PDF). 瑞穗市.   [2020-04-08]. （原始内容存档 (PDF)于2021-07-24） （日语）.